# Bağçatağı, Çamlıyayla
Bağçatağı là một xã thuộc huyện Çamlıyayla, tỉnh Mersin, Thổ Nhĩ Kỳ. Dân số thời điểm năm 2011 là 112 người.